# あっちゃんとゆりしーのE☆2らじ
あっちゃんとゆりしーのE☆2らじは、文化放送で放送していたラジオ番組。メディエイションが展開する美少女コンテンツ雑誌「E☆2（えつ）」の宣伝番組であり、『超進化系美少女コンテンツ推進ラジオ』と銘打っていた。
約一年間の放送後、時間帯移動に合わせてあっちゃんとゆりしーのえつらぢZにリニューアル。

## 概要
- 文化放送 2006年（平成18年）10月6日 - 2007年（平成19年）9月28日 毎週金曜 26:00 - 26:30
- 音泉 翌週月曜日から一週間配信。

## パーソナリティ
- 榎本温子（あっちゃん）
- 落合祐里香（ゆりしー）

## コーナー
- えつうしん

「E☆2」の編集、イラストレーター、作家をゲストに迎え「E☆2」の魅力を語ってもらうコーナー。
- 後藤です

「E☆2」のマスコットガール、双子の女の子 えこ と つこ のお目付け役である謎のキャラクター、 後藤 の生態をリスナーから報告してもらうコーナー。
- 羊くんならこたえてあげる

「E☆2」の連載「羊くんならキスしてあげる☆」にちなみ、パーソナリティー2人が、リスナーから送られた一般常識問題にそれぞれ回答するクイズコーナー。答えが分からなかったパーソナリティーは、リスナーやスタッフが決めたシチュエーションにそって「音だけキッス」を罰ゲームとして行わなければならない。
- もえッスン

リスナーから送られてきた指令に、ゆりしー（落合）が誌上の女の子になりきって挑戦するコーナー。あっちゃん（榎本）は、ゆりしーが与えられた指令がクリアーできたかどうかを判定する。
- コラボありしー

リスナーから寄せられた「〜といえば？」というお題に対して、パーソナリティー2人が「せーの」の掛け声の後に自分が想像した答えを言ってコラボ（一致）させるコーナー。一回一致させるごとにポイントが1つたまり、20ポイントたまったところで2人に2000円相当の「二人の希望をコラボした」商品をプレゼントして終了の予定だったが、後に1ポイントを1人100円相当としてポイントをため続けていくようになった。
- えつこの部屋

音泉での配信にのみあったおまけコーナー。えつうしんに出演したゲストがいる場合はゲストトークの続きを、いない場合は雑談やふつおたで読まれなかったメールの紹介、「E☆2」本誌に寄せられたアンケートハガキの紹介などを行う。

## 終了コーナー
- えつ本

パーソナリティー2人が、「E☆2」に掲載されている小説の内容を朗読するコーナー。後に、番組冒頭に2人がそれぞれ週代わりの交代で「E☆2」の小説だけでなく、好きな部分を読んでいく形式に変わった。
- ご当地ガールお国言葉

「E☆2」のグラビア連載企画「日本全国ご当地ガール」にちなみ、日本全国の方言で、毎回出されるテーマに沿ったセリフを読み上げるコーナー。
- えつスタシー

「E☆2」だけに、どんな時に悦に入るかを報告してもらうコーナー。

## ゲスト
- 水田大介(#1,9,25) - 「E☆2」編集長
- 西又葵(#2)
- 美樹本晴彦(#3,22)
- 桜瀬みつな(#4,30)
- 天広直人(#5,24)
- 天夢(#6,27)
- 岡崎武士(#7)
- 龍牙翔(#8)
- あやせまい(#10)
- 丸ちゃん(#11)
- 瑠奈璃亜(#12)
- 野村美月(#13,45)
- refeia(#14)
- 桜二等兵・ザンクロー(#15)
- あごバリア(#16)
- 羽純りお(#17)
- 植田亮(#18)
- かのえゆうし(#19)
- 澤野明(#20)
- 相澤こたろー(#21)
- あずまゆき(#22,35)
- あいざわひろし(#23)
- 新谷良子(#28)
- 千葉紗子(#32)
- 猫生いづる(#34)
- みついまな(#37)
- 王雀孫(#38)
- 新久保だいすけ(#40)